# Tatra T6A2

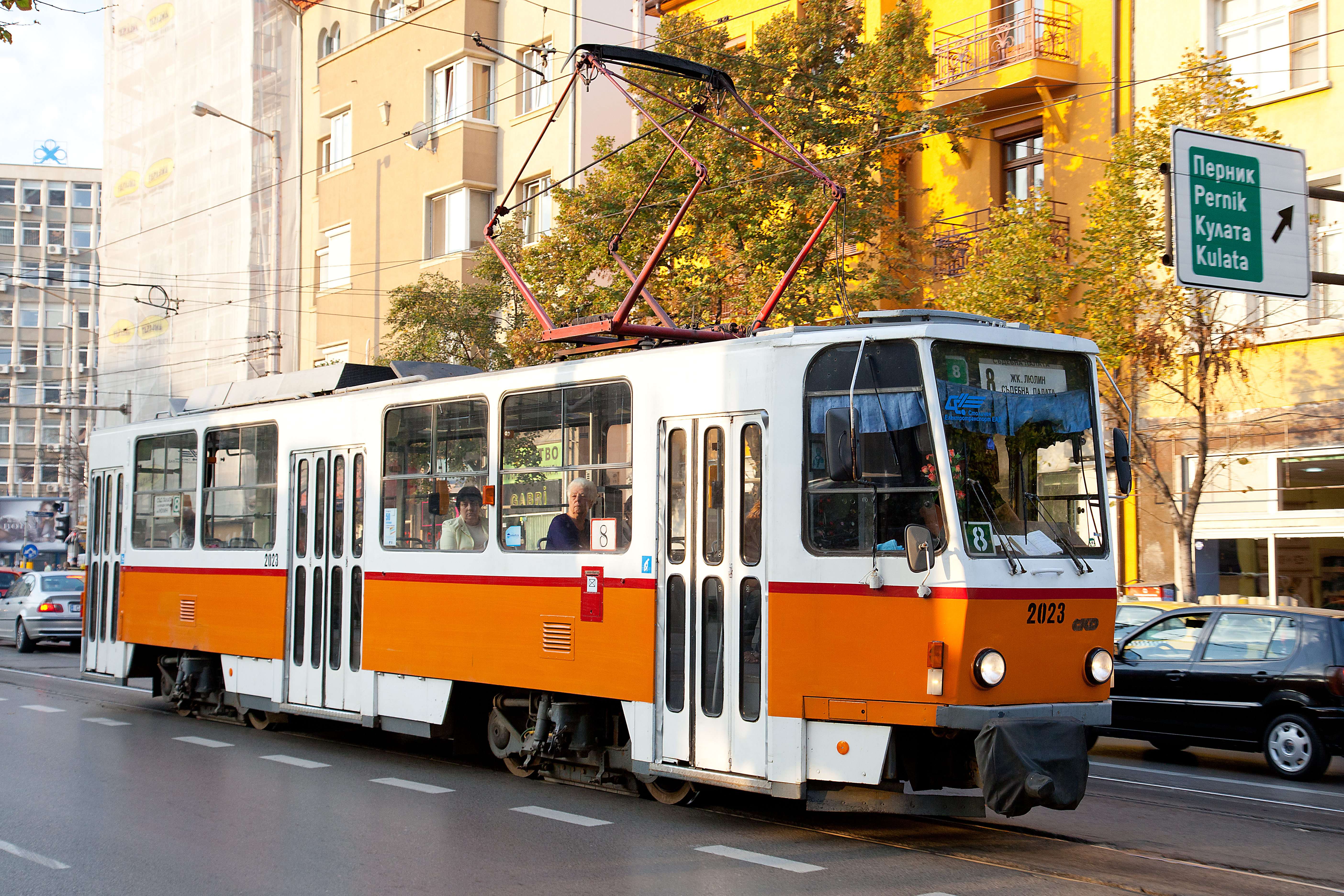
Tatra T6A2B w Sofii

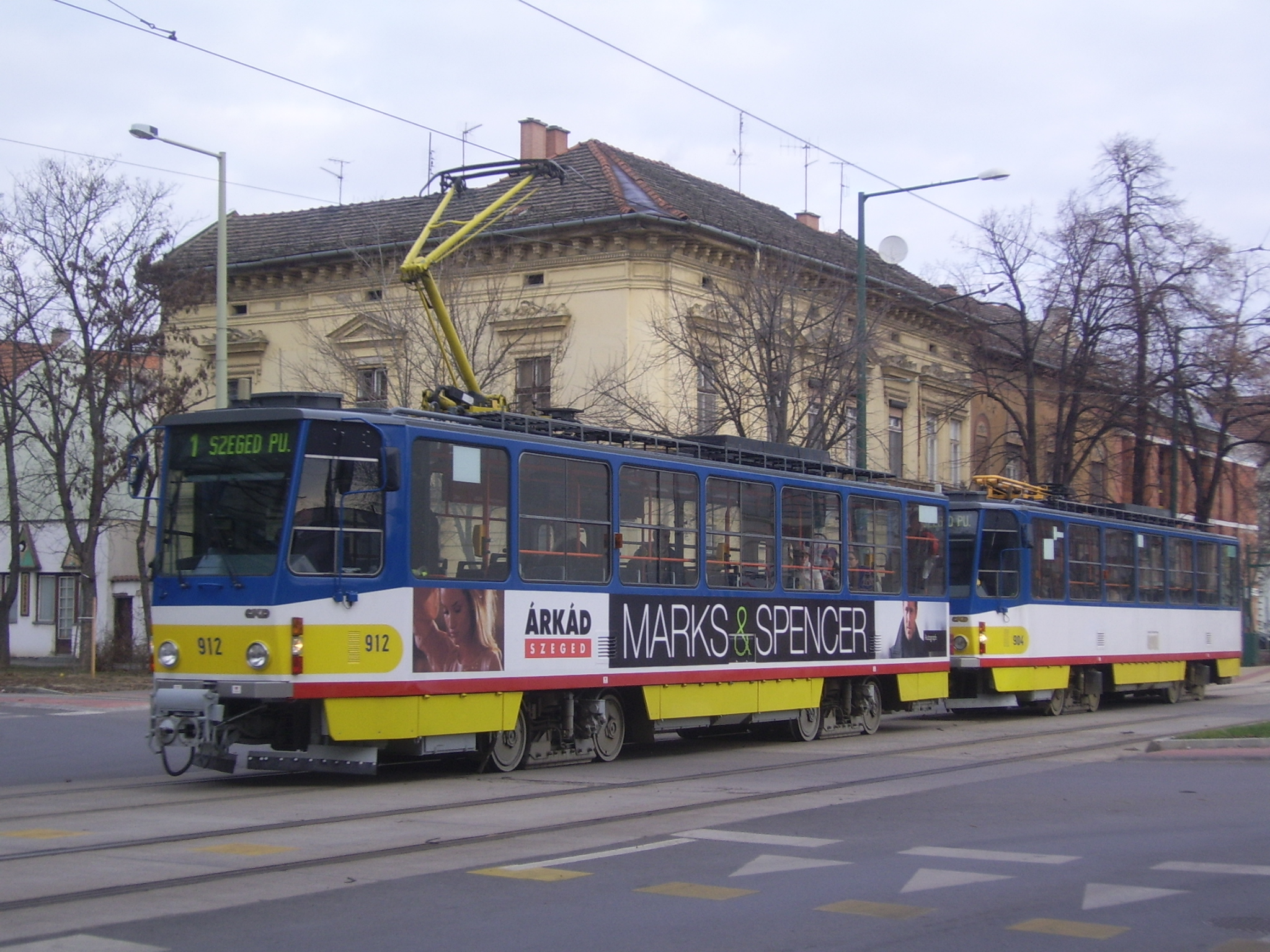
Skład Tatr T6A2H w Segedynie

Tatra T6A2 – typ tramwaju wytwarzanego w różnych odmianach w latach 1988–1999 w zakładach ČKD w Pradze w Czechosłowacji (potem Czechy).

## Konstrukcja
T6A2 to jednokierunkowy wóz konstrukcji stalowej, wyposażony w troje drzwi składanych harmonijkowo, wysokopodłogowy. Silniki wyposażone są w regulację tyrystorową typu TV3. Wóz przeznaczony był głównie dla miast NRD jako następca wagonów Tatra T4. Możliwe było tworzenie składów składających się z dwóch wagonów silnikowych oraz doczepnego (B6A2) – tzw. Großzug.

## Produkowane odmiany

### T6A2D
W 1985 powstały dwa prototypy T6A2D oraz wagon doczepny B6A2D, które po testach w Pradze przewiezione zostały do Drezna. Od roku 1990 wagony prototypowe przeznaczono w Dreźnie do jazd wycieczkowych, a następnie pierwszy wagon prototypowy sprzedano do muzeum, gdzie w latach 2001–2004 poddawany był renowacji. Drugi prototyp w roku 2002 złomowano.
Pozostałe wozy eksploatowane są obecnie w miastach: Magdeburg i Rostock, natomiast na przełomie listopada i grudnia 2007 roku zostały wycofane w Berlinie i Lipsku. W miastach tych używano także wagonów doczepnych B6A2D (obecnie w Magdeburgu). W Niemczech tramwaje te eksploatowane były jako solowe, a także w składach złożonych z dwóch wagonów silnikowych, wagonu silnikowego i doczepy oraz dwóch wagonów silnikowych i doczepy (Großzug). Obecnie tabor ten poddawany jest modernizacjom.

### T6A2H
Trzy sztuki zostały zakupione na próbę w 1997 r. do miasta Segedyn na Węgrzech. Kolejnych 10 dostarczono w 1998 r.

### T6A2B
W 1991 r. zakupiono 40 sztuk także dla Sofii w Bułgarii, a następnie ostatnią serię 17 wagonów tego typu, wyprodukowaną w 1999 r. Posiadają one wózki o rozstawie 1009 mm.

## Dostawy
| Państwo        | Miasto         | Typ            | Lata dostaw    | Liczba | Numery taborowe |
| -------------- | -------------- | -------------- | -------------- | ------ | --------------- |
| Bułgaria       | Sofia          | T6A2B          | 1991–1999      | 57     | 2001–2057       |
| NRD            | Berlin         | T6A2D          | 1988–1990      | 118    | 218 101–218 218 |
| NRD            | Drezno         | T6A2D          | 1985–1988      | 4      | 226 001–226 004 |
| NRD            | Lipsk          | T6A2D          | 1988–1991      | 28     | 1001–1028       |
| NRD            | Magdeburg      | T6A2D          | 1989           | 6      | 1275–1280       |
| NRD            | Rostock        | T6A2D          | 1989–1990      | 24     | 601–624         |
| NRD            | Schwerin       | T6A2D          | 1989           | 6      | [ b ]           |
| Węgry          | Segedyn        | T6A2H          | 1997           | 13     | 900–912         |
| Łączna liczba: | Łączna liczba: | Łączna liczba: | Łączna liczba: | 256    |                 |

## Eksploatacja w Szczecinie

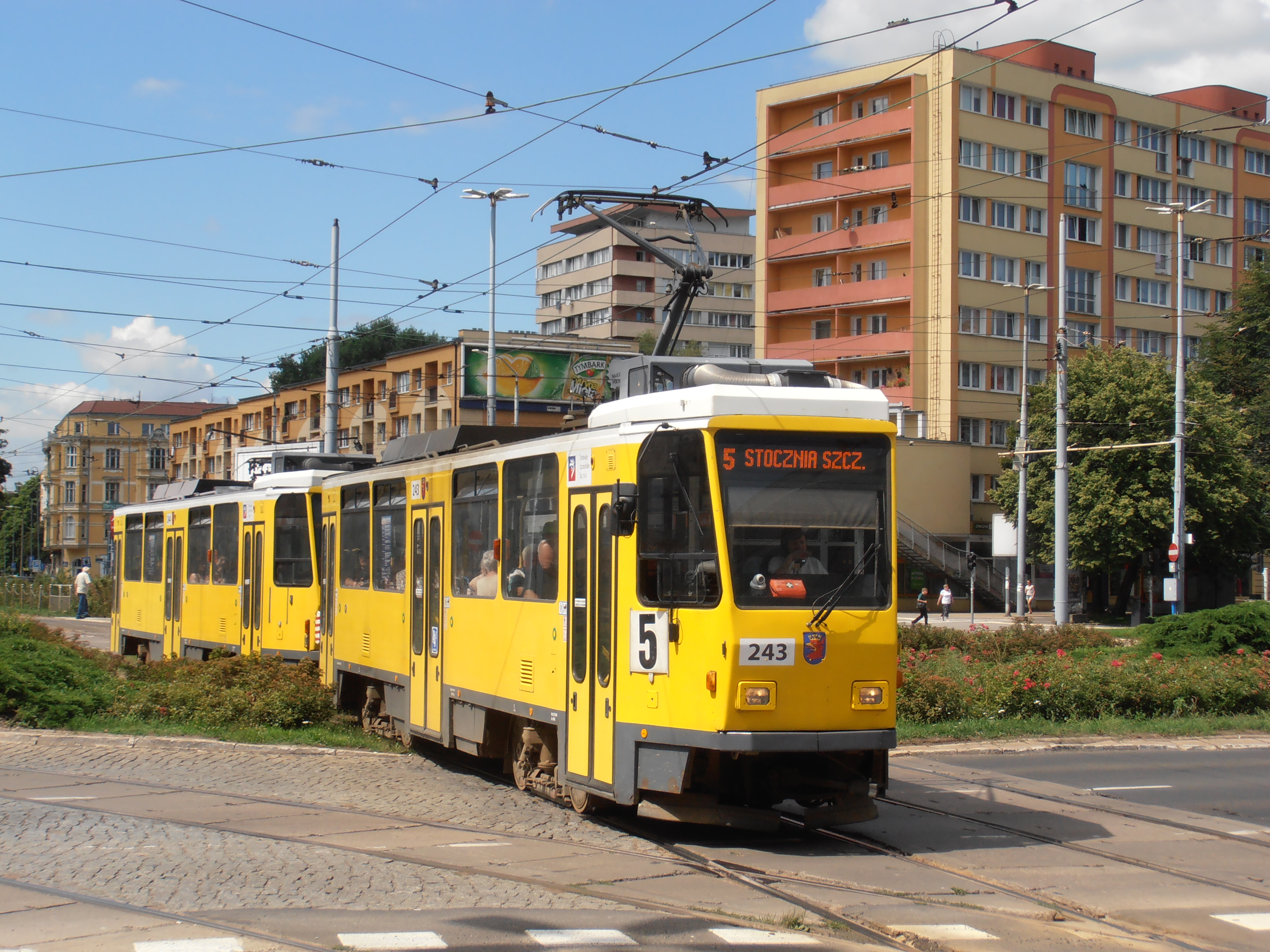
Skład dawnych berlińskich Tatr T6A2D w Szczecinie

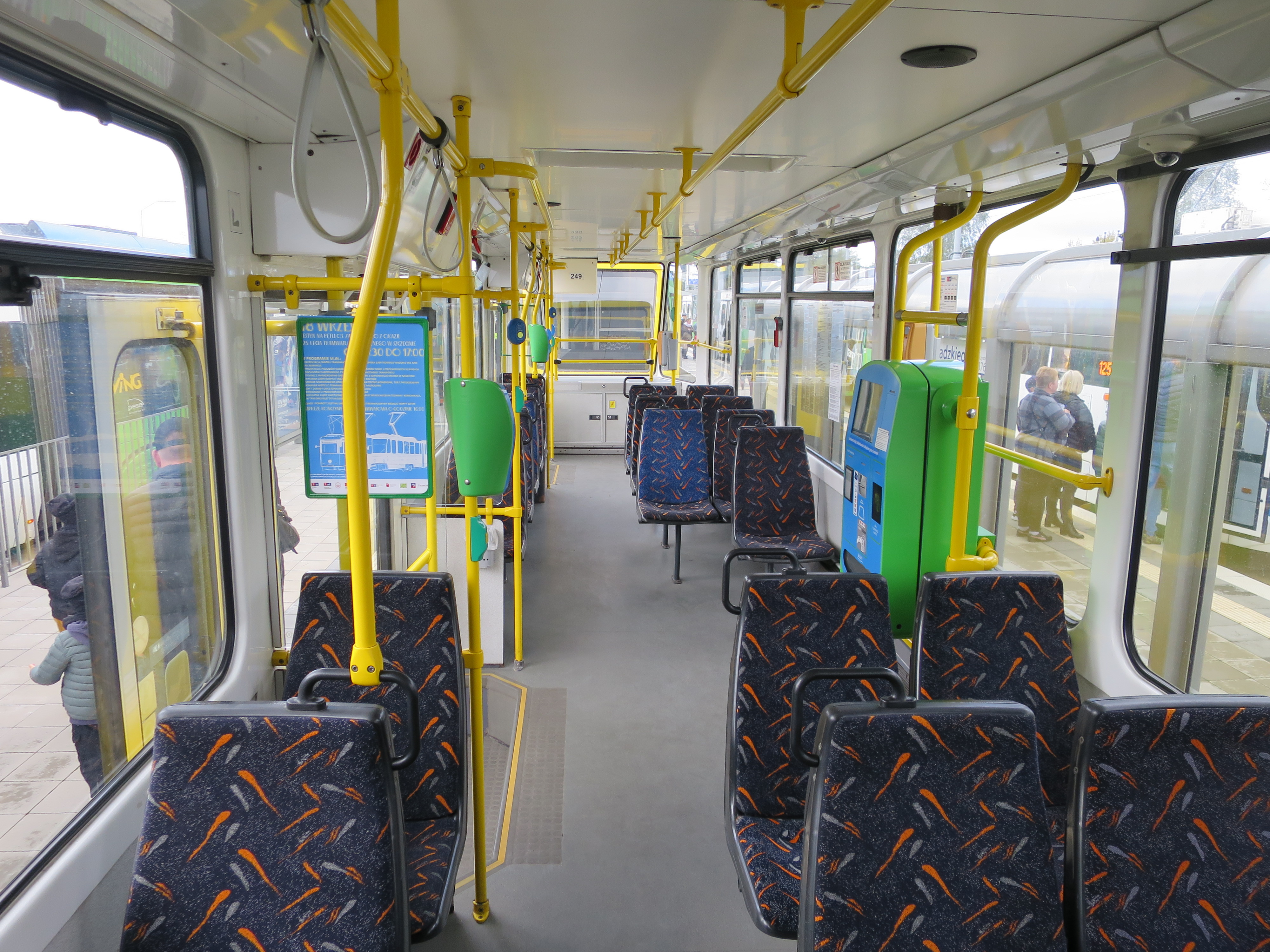
Wnętrze z biletomatem i nową tapicerką

W październiku 2007 MZK Szczecin zakupiło 32 sztuki używanych tramwajów T6A2D od berlińskiego przewoźnika BVG. Pierwsze dwie sztuki T6A2D przybyły w dniach 29 i 30 października 2007, kolejne 2 sztuki przybyły 29 stycznia 2008 r. a następne 28 sztuk przybyło od kwietnia do września 2008. Wprowadzenie do floty przewoźnika T6A2D pozwoliło na wycofanie 102Na i używanych GT6 z Dusseldorfu oraz wagonów 105N będących w najgorszym stanie technicznym. Dostarczone wagony przydzielono do zajezdni Pogodno, ale wkrótce pięć z pierwszej partii dostaw przydzielono do zajezdni Golęcin. Po powstaniu spółki Tramwaje Szczecińskie wszystkie zakupione przez MZK tramwaje przeszły na jej stan.
Na przełomie 2009 i 2010 roku Tramwaje Szczecińskie zawarły kontrakt na zakup używanego taboru od BVG, który opierał się na dostawie dwudziestu dwóch T6A2D oraz jedenaście KT4DtM. Wprowadzenie do służby T6A2D od numerów 1211 do 1216 odbywało się od kwietnia do czerwca 2010 roku, a w szczytowym momencie Tramwaje Szczecińskie dysponowały 54 wagonami typu Tatra T6A2D. Wraz ze wzrostem liczy T6A2D wzrosło zapotrzebowanie na części zamienne do nich, które nie były tanie. Z tego powodu już w 2012 roku wycofano z eksploatacji wagon 1212 po zderzeniu z samochodem osobowym na skutek którego uszkodzeniu uległa przetwornica i układ sterowania, który posłużył jako dawca części zamiennych do innych pojazdów tego typu. Również w tym samym roku z eksploatacji wycofano wagon 230, który stał się dawcą części. Wkrótce po tym oba wagony skasowano. Skreślenie 1212 ze stanu nastąpiło w październiku 2012 roku, a w maju 2013 roku został zezłomowany.
Po dostawach tramwajów 120Na od początku 2014 roku tramwaje T6A2D trafiały do zajezdni Golęcin z zajezdni Pogodno wypierając stamtąd 105Na. Ponieważ w kolejnych latach dostawy nowego taboru były sporadyczne przenoszenie kolejnych T6A2D nie odbywało się za często. Dwie składy przeniesiono na Golęcin w 2015 roku, a w 2018 i 2020 roku po jednym składzie. 
Na przełomie 2017 i 2018 roku skreślono ze stanu skład 253 + 254 i wagon 246, a w grudniu tego samego roku również wagon 236 po wykolejeniu na zajezdni Pogodno. 5 kwietnia 2019 roku około godziny 7:00 na Bramie Portowej wagon o numerze 237 uległ uszkodzeniu na skutek zderzenia z autobusem Solaris Urbino 18 1298 przewoźnika SPAK. Przyczyną wypadku był błąd motorniczej tramwaju, która przejechała na czerwonym świetle. Po wypadku wagon 237 został skreślony ze stanu.
17 marca 2021 roku podczas obsługi linii 5 wagon 214 uległ poważnemu uszkodzeniu w wyniku wykolejenia na placu Rodla, a 5 stycznia 2023 roku wagon 201 uległ uszkodzeniu w wyniku pożaru na Pomorzanach. Oba wagony po tych wydarzeniach wycofano z eksploatacji i przeznaczono na części zamienne wraz z wycofanym 246 na zajezdni Golęcin.